# Svärdstorp
Svärdstorp är en bebyggelse nordväst om Norrköping vid Glans strand i nordost i Norrköpings kommun. Från 2015 avgränsar SCB här en småort.